# كمء كاذب

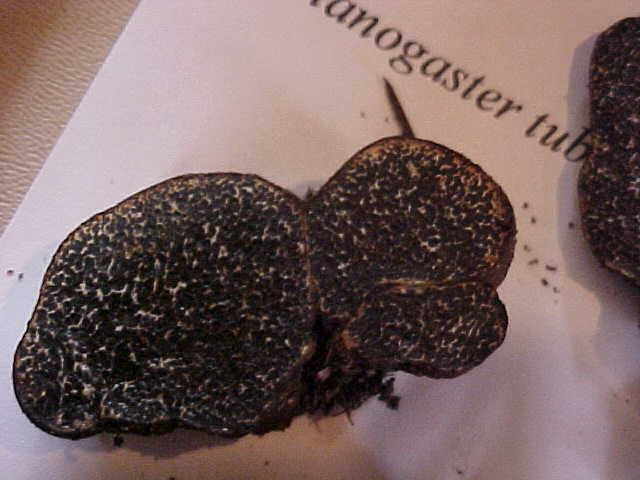
Melanogaster tuberiformis, a false truffle of the genus Melanogaster.

الكمء الكاذب أو الكمأة الكاذبة أو غشائيات المعدة هي أي نوع من الفطريات التي تحتوي على أجسام ثمرية تحت الأرض تنتج ثمارًا قاعدية تشبه الكمأة الحقيقية من جنس العسقول. في حين أن القوارض مثل السناجب تأكل مجموعة متنوعة من أنواع الكمأة الكاذبة، فإن العديد منها تعتبر سامة (الأنواع المتصلبة الجلد) أو غير مستساغة ويُبحث عن القليل منها فقط التي تُعد صالحة للغذاءالبشري.